# Choloma
Choloma est une ville du Honduras située dans le département de Cortés. Avec ses 148 885 habitants c'est la troisième ville la plus peuplée du pays.

## Géographie
Son altitude moyenne est à 40 mètres.

## Histoire
Le lieu habité original de Choloma a été placé près de Conta et Cholula, des peuples indigènes dans la rive de la rivière Balaliama ou Choloma, documenté d'abord dans la cinquième lettre du conquistador Hernán Cortés sur sa conquête de la province du Honduras. Il a été aussi mentionné dans l'œuvre de Berna Díaz[Qui ?] sur les mêmes évènements en 1524-1525. En 1536, il a été mentionné dans le document sur la Fondation de Saint-Pierre de Port de Chevaux[Quoi ?] (aujourd'hui San Pedro Sula) mais il n'a été donné à aucun Espagnol dans le Repartimiento de San Pedro, naturellement en 1536 il a été débarrassé et il ne fait pas de partie d'aucun document colonial après cette année effective.

### Liste des maires
| Période | Période | Identité                          | Étiquette                 | Qualité         |
| ------- | ------- | --------------------------------- | ------------------------- | --------------- |
| 1894    | 1895    | José María Cobas B.               |                           |                 |
| 1895    | 1896    | Jesús Urbina                      |                           |                 |
| 1896    | 1902    | Ángel Vaquero                     |                           |                 |
| 1902    | 1903    | José D. Portocarrero              |                           |                 |
| 1903    | 1916    | Pedro Hernández                   |                           |                 |
| 1916    | 1917    | Alonso G. Urbina                  |                           |                 |
| 1917    | 1918    | Pedro Alemán                      |                           |                 |
| 1918    | 1919    | Justiniano Aguiluz                |                           |                 |
| 1919    | 1920    | Dionisio Ortega                   |                           |                 |
| 1920    | 1927    | Pablo Reyes                       |                           |                 |
| 1927    | 1928    | Ildefonso Martínez                |                           |                 |
| 1928    | 1929    | Pablo Reyes                       |                           |                 |
| 1929    | 1931    | Guillermo Mayes                   |                           |                 |
| 1931    | 1932    | Pablo Reyes                       |                           |                 |
| 1932    | 1933    | José Cándido Mejía                |                           |                 |
| 1933    | 1934    | Pablo Reyes                       |                           |                 |
| 1934    | 1935    | José María Galdamez               |                           |                 |
| 1935    | 1936    | Máximo Zúniga                     |                           |                 |
| 1936    | 1937    | Carmen Bardalesl                  |                           |                 |
| 1937    | 1938    | Eduardo Ramos                     |                           |                 |
| 1938    | 1943    | Roque Moreira                     |                           |                 |
| 1943    | 1944    | Raimondo Tejada                   |                           |                 |
| 1944    | 1945    | Juan Martínez                     |                           |                 |
| 1945    | 1946    | Ernesto Tejada                    |                           |                 |
| 1946    | 1947    | Rafael García Caballero           |                           |                 |
| 1947    | 1948    | Roque Matta                       |                           |                 |
| 1948    | 1950    | Luciano Hernández Henríquez       |                           |                 |
| 1950    | 1954    | Roque Matta                       |                           |                 |
| 1954    | 1955    | Jacinto Medina R.                 |                           |                 |
| 1955    | 1959    | Jesús Alcacer                     |                           |                 |
| 1959    | 1961    | Selvin Peña                       |                           |                 |
| 1961    | 1963    | Rómulo Castellón Casco            |                           |                 |
| 1963    | 1964    | Manuel Pagan Lozano               |                           |                 |
| 1964    | 1965    | Leopoldo Aguilar Cantarero        |                           |                 |
| 1965    | 1966    | Arnold Alcacer                    |                           |                 |
| 1966    | 1969    | Luciano Hernández Henríquez       |                           |                 |
| 1969    | 1971    | Juan Pagan Lozano                 |                           |                 |
| 1971    | 1973    | Manuel Pagan Lozano               |                           |                 |
| 1973    | 1976    | Fausto Deras Velásquez            |                           |                 |
| 1976    | 1980    | Circuncisión Hernández Cruz       |                           |                 |
| 1980    | 1982    | Miguel Ángel Alvarado             |                           |                 |
| 1982    | 1984    | Blanca Aída Reyes Contreras       |                           |                 |
| 1984    | 1986    | Rómulo Castellón Casco            |                           |                 |
| 1986    | 1987    | Julio César Yánez Cerna           |                           |                 |
| 1987    | 1990    | Blanca Alicia Milla Vda. de Yánez |                           |                 |
| 1990    | 1994    | Gustavo Adolfo Torres             |                           |                 |
| 1994    | 2002    | José Armando Gale                 |                           |                 |
| 2002    | 2006    | Sandra Derás Rivera               |                           |                 |
| 2006    | 2018    | Leopoldo Crivelli                 | Parti libéral du Honduras | Homme politique |